# 앙드레 드 몽바르
몽바르의 앙드레(Andre de Montbard, 1103년] ~ 1156년 1월]])는 성전기사단의 처음 여덟 기사 중 한 사람이자 5번째 그랜드 마스터이다.
몽바르 가문은 프랑스 부르군디(Burgundy) 지방의 몽바르(Montbard)를 영지로 한 귀족 가문이다. 그의 이복동생이 나은 조카가 유명한 성직자 성 클레르보의 베르나르도였다. 그는 조카의 추천덕분인지 몰라도 1129년 성전기사단에 가입한 후 팔레스타인에 갔고, 기사단 내에서 승승장구하여 총무등의 두루요직을 걸친 뒤, 부단장직까지 올라서게 되었다.
아스칼론 포위전 이후, 1153년 8월 22일 앙드레는 트레믈레의 베르나르 이후 공석인 그랜드마스터직위에 선출 되었다. 앙드레는 1156년 1월 17일 예루살렘에서 죽었고, 블랑쉐포르의 베르트랑이 그의 직위를 이어받았다.
| 전임 트레믈레의 베르나르 | 성전기사단 역대 그랜드마스터 1153년 - 1156년 | 후임 블랑쉐포르의 베르트랑 |